# Nerd

Muž s rysy nerda

Nerd je výraz převzatý z angličtiny. Je to osoba vnímaná jako nadprůměrně inteligentní až obsesivní, většinou s nedostatkem sociálních dovedností. Poznávacím znamením je jejich neschopnost chápat a navazovat sociální vztahy s většinou populace. Nerdi se v práci i ve společnosti pohybují pouze v malých skupinkách sobě podobných. Vyhledávání jiných nerdů, přehnaná záliba v práci a omezené záliby je často izolují od ostatních lidí.
Český výraz mimoň částečně původnímu významu odpovídá, hlavně dvojakostí svého vyznění (označení za nerda i mimoně můžeme chápat jako odsouzení, ale i jako láskyplné uznání odlišnosti), nezachycuje však excelenci, kterou nerdové prokazují ve svých oborech činnosti. Typickou pracovní náplní nerdů je programování a věda.
Poprvé se slovo nerd objevilo jako jméno tvora v knize Dr. Seusse If I Ran the Zoo (1950), kde vypravěč Gerald McGrew tvrdí, že by pro svou imaginární zoologickou zahradu shromáždil "Nerkla, Nerda a taky Seersuckera". Slangový význam tohoto výrazu se datuje do roku 1951. V tomto roce časopis Newsweek informoval o jeho oblíbeném používání jako synonyma pro drip nebo square v Detroitu ve státě Michigan. Počátkem 60. let se užívání tohoto výrazu rozšířilo po celých Spojených státech amerických, a dokonce až do Skotska. V určitém okamžiku slovo získalo konotace knižnosti a společenské neobratnosti.
Existuje celá subkultura, kterou si nerdové vytvořili, protože je odmítla kultura mainstreamová. Mezi její důležité prvky patří využívání moderních technologií, hlavně internetu a počítačových her, nebo extenzivní holdování populární kultuře, jako je science fiction nebo fantasy, hlavně ve filmové a seriálové podobě. Studentské noviny The Catalyst uvádí jako příklad úspěšného nerda bývalého prezidenta Spojených států amerických Baracka Obamu.
Nerdové se v mainstreamové kultuře v posledních letech objevují čím dál tím častěji, především jako objekty posměchu smíšeného s obdivem k jejich dětské nátuře a čistotě, s jakou (dle tohoto populárního obrazu) vstupují do mezilidských interakcí. Za příklad lze uvést situační komedie Partička IT nebo Teorie velkého třesku, jejichž hlavními hrdiny jsou nerdové.
Přestože byli nerdi zpočátku v médiích pouze terčem posměchu a narážek, dnes patří jejich povaha a vlastnosti k nejoblíbenějším charakterovým rysům hlavních seriálových postav. K vtipným scénám komediálních seriálů o nerdech patří situace z běžného každodenního života. Častým zdrojem směšných situací však zůstává především jejich neschopnost navázat kontakt, natož bližší vztah, s opačným pohlavím. Slovo bylo zařazeno i do Slovníku spisovné češtiny.